# عبد الكريم بن ثابت
عبد الكريم بن ثابت( 1336 - 1381 هـ)( 1915 - 1961 م)
سيرة الشاعر:
عبد الكريم بن الحسين بن ثابت ولد في مدينة فاس، وتوفي في مدينة الرباط.
قضى حياته في المملكة المغربية و القاهرة و تونس.
تلقى تعليمه المبكر في الكتّاب ثم انتقل إلى المدرسة الابتدائية (1928) التحق بعدها بجامعة القرويين غير أنه لم ينتظم في دروسها، ثم هاجر إلى القاهرة وانتظم في كلية الآداب وحصل على شهادتها (1945).
لعربي» (1947)، وعاد إلى المغرب فعمل في الصحافة (محررًا في جريدة العلم)، كما كتب في صحف أخرى.
بعد استقلال المغرب التحق بالعمل الدبلوماسي فعين كاتبًا أول بسفارة بلاده في تونس (1957).
الإنتاج الشعري:
- صدر له: «ديوان الحرية» - سلسلة كتاب العلم - 1968 (قدم للديوان عبد الكريم غلاب، وهو يتضمن ثلاثين قصيدة ذات طابع رومانسي)، وله قصائد مفردة نشرت في بعض صحف عصره، منها ثماني قصائد وطنية لم يشملها الديوان.
الأعمال الأخرى:
- له «حديث مصباح» - سلسلة كتاب البعث - تونس 1957 ، و«مقالات الأديب عبد الكريم بن ثابت» - مطبعة فضالة - المغرب 1995 .
شاعر وجداني سار على نهج جماعة أبولو والرابطة القلمية، شعره مصداق دعوته للتجديد والثورة على تقاليد القصيدة القديمة وعلى الذهنية السائدة في المغرب، اهتم النقاد بنتاجه الشعري فرآه بعضهم «شابي المغرب» وتناولته أقلام الكثيرين، وأعد عنه الباحث قريرة زرقون أطروحة ماجستير، قال غلاب في مقدمته لديوانه: «ملأت عليه حرية بلاده كل إحساسه وكانت ملء قلبه وعاطفته ومشاعره جميعًا، وقد توزعت إحساساته مع هيامه بالطبيعة والجمال فكان شاعر الحب، وكان شاعر الوطني